# Abhidharmakosha
Das Abhidharmakosha (sanskrit: अभिधर्मकोश) ist das enzyklopädische Kompendium des Abhidharma.
Sein Verfasser, Vasubandhu, der im 4. oder 5. Jahrhundert im Nordwesten Indiens lebte, schrieb das Werk als Mönch des Sarvastivada-Ordens, bevor er zum Mahayana übertrat, zu dessen Texten er später eine Reihe von Kommentaren verfasste. Als Sarvastivada-Werk ist das Abhidharmakosha eine der wenigen erhaltenen gelehrten Abhandlungen, die nicht in Pali verfasst sind und nicht von Theravada-Anhängern stammen, die dem Pali-Kanon folgen. Das Abhidharmakosha ist das Ergebnis großer Gelehrsamkeit und Unabhängigkeit des Denkens und vervollständigt in entscheidender Weise die Systematisierung der Sarvastivada-Lehre.
Das Abhidharmakosha wurde innerhalb von ein bis zwei Jahrhunderten nach seiner Entstehung ins Chinesische übersetzt und diente in China, Japan und Tibet sowohl als Standardeinführung in den Hinayana-Buddhismus als auch als wichtige Quelle für Lehrfragen. In China bildete es die Grundlage der Abhidharma-Sekte (chinesisch Chü-she; japanisch Kusha). Das Werk hat zahlreiche Kommentare hervorgerufen. Darüber hinaus bietet es Gelehrten einen einzigartigen Reichtum an Informationen über die doktrinären Unterschiede zwischen den alten buddhistischen Schulen.
Der Text besteht aus 600 Versen Dichtung und 8000 Versen Kommentar in Prosa, die vom Autor selbst verfasst wurden. Als Einführung zu den sieben Abhidharma-Traktaten des Sarvastivada-Kanons und als systematische Zusammenfassung ihres Inhalts behandelt das Abhidharmakosha ein breites Spektrum philosophischer, kosmologischer, ethischer und seelenheilender Lehren.